# Coda (film, 2019)
 (juillet 2021).
La mise en forme du texte ne suit pas les recommandations de Wikipédia : il faut le « wikifier ».
Les points d'amélioration suivants sont les cas les plus fréquents :
- Les titres sont pré-formatés par le logiciel. Ils ne sont ni en capitales, ni en gras.
- Le texte ne doit pas être écrit en capitales (les noms de famille non plus), ni en gras, ni en italique, ni en « petit »…
- Le gras n'est utilisé que pour surligner le titre de l'article dans l'introduction, une seule fois.
- L'italique est rarement utilisé : mots en langue étrangère, titres d'œuvres, noms de bateaux, etc.
- Les citations ne sont pas en italique mais en corps de texte normal. Elles sont entourées par des guillemets français : « et ».
- Les listes à puces sont à éviter, des paragraphes rédigés étant largement préférés. Les tableaux sont à réserver à la présentation de données structurées (résultats, etc.).
- Les appels de note de bas de page (petits chiffres en exposant, introduits par l'outil «  Source ») sont à placer entre la fin de phrase et le point final[comme ça].
- Les liens internes (vers d'autres articles de Wikipédia) sont à choisir avec parcimonie. Créez des liens vers des articles approfondissant le sujet. Les termes génériques sans rapport avec le sujet sont à éviter, ainsi que les répétitions de liens vers un même terme.
- Les liens externes sont à placer uniquement dans une section « Liens externes », à la fin de l'article. Ces liens sont à choisir avec parcimonie suivant les règles définies. Si un lien sert de source à l'article, son insertion dans le texte est à faire par les notes de bas de page.
- La présentation des références doit suivre les conventions bibliographiques. Il est recommandé d'utiliser les modèles {{Ouvrage}}, {{Chapitre}}, {{Article}}, {{Lien web}} et/ou {{Bibliographie}}. Le mode d'édition visuel peut mettre en forme automatiquement les références.
- Insérer une infobox (cadre d'informations à droite) n'est pas obligatoire pour parachever la mise en page.

Pour une aide détaillée, merci de consulter Aide:Wikification.
Si vous pensez que ces points ont été résolus, vous pouvez retirer ce bandeau et améliorer la mise en forme d'un autre article.
Pour les articles homonymes, voir Coda.
Pour plus de détails, voir Fiche technique et Distribution.
Coda est un film de 2019 mettant en vedette Patrick Stewart, Katie Holmes et Giancarlo Esposito sur un pianiste de concert (Stewart) qui souffre d'anxiété de performance à la fin de sa carrière. Le film est écrit par Louis Godbout et réalisé par Claude Lalonde. 
Le film a été présenté en avant-première au Festival international du film d'Inde 2019.

## Synopsis
Henry Cole est un pianiste classique acclamé au crépuscule de sa carrière. Il revient sur scène après une longue absence à la suite du décès de sa femme pour découvrir que sa performance est entachée de trac et d'instabilité psychologique. 
Lors d'une conférence de presse post-récital, il rencontre Helen Morrison, critique musicale pour The New Yorker . Elle veut écrire un article sur lui et demande en vain une interview. Ils se retrouvent quelques jours plus tard au Steinway Hall, où Henry subit un autre épisode. Il échappe au désastre grâce à Helen, qui gagne ainsi sa confiance. Henry accepte finalement l'interview.
Pendant ce temps, malgré tous les efforts de son agent Paul, l'état mental d'Henry décline progressivement. Ses récitals deviennent de plus en plus périlleux, compromettant ainsi sa tournée de retour et son concert final à Londres, grandement attendu et médiatisé.
Henry est invité par Helen à se rendre à Sils-Maria dans les Alpes suisses afin d'entendre un autre pianiste qu'elle a connu autrefois, célèbre pour son interprétation de la Sonate op. 111 de Beethoven. Au début de son séjour, les symptômes d'Henry s'aggravent, mais la spiritualité des lieux, quelques rencontres marquées par une empathie bienveillante, et la musique de Beethoven finissent par l'aider à surmonter ses épreuves.

## Distribution
- Patrick Stewart (VQ : Jacques Lavallée)      Sir Henry Cole, un pianiste talentueux.
- Katie Holmes (VQ : Aline Pinsonneault) Helen Morrison, journaliste pour The New Yorker.
- Giancarlo Esposito (VQ : Alain Zouvi) Paul, l'agent d'Henry.
- Christopher Gaugler (VQ : Daniel Picard) Felix

## Musique
La musique du film est interprétée par le pianiste d'origine ukrainienne Serhiy Salov, qui fait également une brève apparition.

## Accueil
Richard Roeper a donné au film 3 étoiles sur 4, déclarant que Stewart est « parfaitement moulé et livre une performance solide, sculptée à partir de Shakespeare en tant que Sir Henry Cole ». Joe Leydon de Variety a également donné une critique positive, louant le jeu d'acteur et aussi comment le scénario de Godbout a évité les clichés habituels même si le récit était prévisible. Un avis moins favorable est venu de John DeFore de The Hollywood Reporter, qui affirme qu'« aucun événement isolé n'est implausible, mais l'ensemble ne sonne pas vrai ».